# Combined Locks
Combined Locks – wieś w Stanach Zjednoczonych, w stanie Wisconsin, w hrabstwie Outagamie.